# Список глав государств в 822 году
Список глав государств в 821 году — 822 год — Список глав государств в 823 году — Список глав государств по годам

## Азия
- Аббасидский халифат — Абдуллах аль-Мамун, халиф (813 — 833)
  -  Зийядиды — Мухаммад ибн Зийяд, эмир (819 — 859)
  -  Саманиды — Нух ибн Асад, эмир (819 — 842)
  -  Табаристан (Баванди) — Шахрияр I, испахбад (797 — 825)
  -  Хорасан (Тахириды) — 
    - Тахир I, эмир (821 — 822)
    - Тальха ибн Тахир, эмир (822 — 828)
- Абхазское царство — Феодосий II, царь (811 — 837)
- Бохай (Пархэ) — Да Жэньсю (Сюань-ван), ван (818 — 831)
- Вайтхали[англ.] — Тюрия Тенг Санда, царь[англ.] (810 — 830)
- Грузия —
  - Кахетия — Григол, князь[англ.] (786 — 827)
  - Тао-Кларджети — Ашот I Великий, куропалат (809 — 826)
  - Тбилисский эмират — Мохаммед бен Атаб, эмир (813 — 829)
- Индия — 
  - Венги (Восточные Чалукья) — Виджаядитья II Нарендрагрумраджа, махараджа (806 — 847)
  - Гурджара-Пратихара — Нагабхата II, махараджа (800 — 833)
  - Западные Ганги — Рашамалла I, махараджа (816 — 843)
  - Кашмир — Лалитапида, махараджа[нем.] (ок. 813 — ок. 825)
  - Пала — Девапала, царь (810 — 850)
  - Паллавы (Анандадеша) — Дантиварман, махараджа (795 — 830)
  - Пандья — Варагунан I, раджа (800 — 830)
  - Парамара[англ.] — Вайрисимха I, махараджа[англ.] (818 — 843)
  - Раштракуты — Амогхаварша I, махараджадхираджа (814 — 878)
- Индонезия — 
  - Матарам (Меданг) — Самаратунгга, шри-махараджа (819 — 838)
  - Сунда — Прабу Гайях Кулон, король (819 — 891)
  - Шривиджайя — Самаратунгга, махараджа (792 — 835)
- Камарупа — Харджджараварман, царь (815 — 832)
- Китай (Династия Тан) — Му-цзун (Ли Хэнь), император (820 — 824)
- Кхмерская империя (Камбуджадеша) — Джаяварман II, император (ок. 770 — ок. 835)
- Наньчжао — Цзин-хуанди (Мэн Цюаньлишэн), ван (816 — 823)
- Паган — Со Кин Нит, король[англ.] (802 — 829)
- Раджарата (Анурадхапура) — Аггабодхи VIII, король (816 — 827)
- Силла — Хондок, ван (809 — 826)
- Тибет — Ралпачан, царь (ок. 815 — ок. 838)
- Тямпа — Викрантаварман III, князь (ок. 820 — ок. 854)
- Уйгурский каганат — Чин-дэ-хан, каган (821 — 824)
- Япония — Сага, император (809 — 823)

## Америка
- Караколь — Кинич-Тобиль-Йоат, царь (810 — 830)

## Африка
- Гао — Айам Занка, дья (ок. 800 — ок. 830)
- Берегватов Конфедерация — Ильяс ибн Салих, король (ок. 792 — ок. 842)
- Идрисиды — ас-Сагир Идрис ибн Идрис, халиф Магриба (791 — 828)
- Ифрикия (Аглабиды) — Абу Мухаммад Зийадаталлах ибн Ибрахим, эмир (817 — 838)
- Канем — Дугу, маи (ок. 784 — ок. 835)
- Макурия — 
  - Иоанн, царь (ок. 810 — ок. 822)
  - Захария III, царь (ок. 822 — ок. 854)
- Некор[англ.] — Салих II ибн Саид, эмир[англ.] (803 — 864)
- Рустамиды — Абд ал-Ваххаб ибн Абд ар-Рахман, имам (787 — 823)
- Сиджильмаса — Абу-л-Мунтамир ал-Йаса, эмир (790 — 823)

## Европа
- Аквитания — Пипин I, король (814 — 838)
  - Ампурьяс — Госельм, граф (817 — 832)
  - Барселона — Рампо, граф (820 — 825)
  - Васкония — Аснар I Санше, граф (820 — 836)
  - Жирона — Рампо, граф (820 — 825)
  - Каркассон — Олиба I, граф (821 — 837)
  - Памплона — Иньиго Ариста, граф (816 — 824)
  - Конфлан и Разес — Гильемунд, граф (814 — 827)
  - Руссильон — Госельм, граф (ок. 801 — 832)
  - Руэрг — Фулькоальд, граф (815 — ок. 840)
  - Септимания — Лейбульф, герцог (816 — 828)
  - Тулуза — Беренгер I Мудрый, маркграф (816 — 835)
  - Урхель и Серданья — Аснар I Галиндес, граф (ок. 820 — ок. 832)
- Англия — 
  - Восточная Англия — Кёлвульф I, король (821 — 823)
  - Думнония — Хопкин ап Гернам, король (810 — 830)
  - Кент — Кёлвульф I, король (821 — 823)
  - Мерсия — Кёлвульф I, король (821 — 823)
  - Нортумбрия — Энред, король (808/810 — 841)
  - Уэссекс — Эгберт, король (802 — 839)
- Бавария — Людовик II Немецкий, король (817 — 843)
- Болгарское царство — Омуртаг, хан (814 — 831)
- Венецианская республика — Аньелло Партечипацио, дож (809 — 827)
- Византийская империя — Михаил II Травл, император (820 — 829)
  - Неаполь — Стефан III, герцог (821 — 832)
- Волжская Булгария — Айдар, хан (815 — ок. 865)
- Дания — 
  - Хорик I, король (814 — 854)
  - Харальд Клак, король (ок. 812 — 814, 819 — 827)
- Ирландия — Конхобар мак Доннхада, верховный король (819 — 833)
  - Айлех — Мурхад мак Маэл Дуйн, король (819 — 823)
  - Коннахт — Диармайт, король (ок. 818 — 833)
  - Лейнстер — Муйредах мак Руадрах, король (805 — 806, 808 — 829)
  - Миде — Конхобар мак Доннхада, король (802 — 833)
  - Мунстер — Федлимид, король (ок. 821 — 847)
  - Ольстер — Маэль Брессель мак Аилилло, король (819 — 825)
- Испания —
  - Арагон — Гарсия I Злой, граф (820 — 833)
  - Астурия — Альфонсо II Целомудренный, король (791 — 842)
  - Кордовский халифат — 
    - Аль-Хакам I, эмир (796 — 822)
    - Абд ар-Рахман II, эмир (822 — 852)
- Италийское королевство — Лотарь I, король (818 — 855)
  - Беневенто — Сико, князь (817 — 832)
  - Капуя — Ландульф I, князь (817 — 843)
  - Сполето — 
    - Винигиз, герцог (788 — 822)
    - Суппо I, герцог (822 — 824)

  - Фриуль — Балдрик, герцог (819 — 828)
- Паннонская Хорватия — Людевит Посавский, герцог (810 — 823)
- Папская область — Пасхалий I, папа римский (817 — 824)
- Приморская Хорватия — Владислав, герцог (821 — 835)
- Сербия — 
  - Радослав, князь (814 — ок. 822)
  - Просигой, князь (ок. 822 — ок. 825)
- Уэльс —
  - Брихейниог — Теудр ап Грифид, король (805 — 840)
  - Гвент — Ител IV ап Атруис, король (810 — 848)
  - Гвинед — Хивел ап Родри, король (814 — 825)
  - Гливисинг — Артвайл Старый, король (785 — 825)
  - Поуис — Кинген ап Каделл, король (808 — 855)
  - Сейсиллуг — Гугон ап Меуриг, король (808 — 871)
- Франкское государство — 
  - Людовик I Благочестивый, император Запада (814 — 840)
  - Лотарь I, император Запада (817 — 855)
  - Ванн — Номиноэ, граф (819 — 851)
  - Нант — Ламберт I, граф (818 — 831)
  - Овернь[англ.] — Гверин II, граф (ок. 819 — 839)
  - Отён — Тьерри III, граф (821 — ок. 830)
  - Пуатье — Бернар I, граф (ок. 815 — ок. 828)
  - Труа — Адельрам I, граф (820 — 852)
  - Шалон — Гверин II, граф (ок. 819 — ок. 853)
- Хазарский каганат — Манассия I, бек (? — ок. 825)
- Шотландия —
  - Дал Риада — Домналл III, король (811 — 835)
  - Пикты — Энгус II, король (820 — 834)
  - Стратклайд (Альт Клуит) — Думнагуал ап Кинан, король (816 — 850)

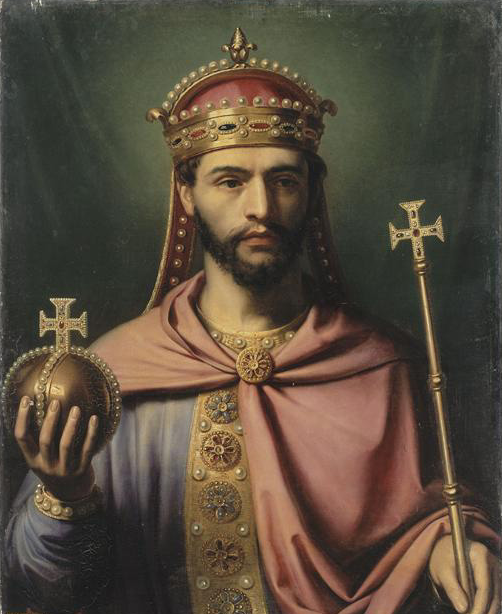
Людовик I Благочестивый 814-840 Император Запада
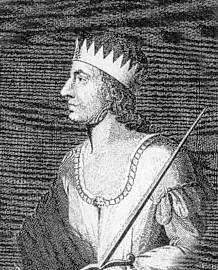
Эгберт 802-839 Король Уэссекса
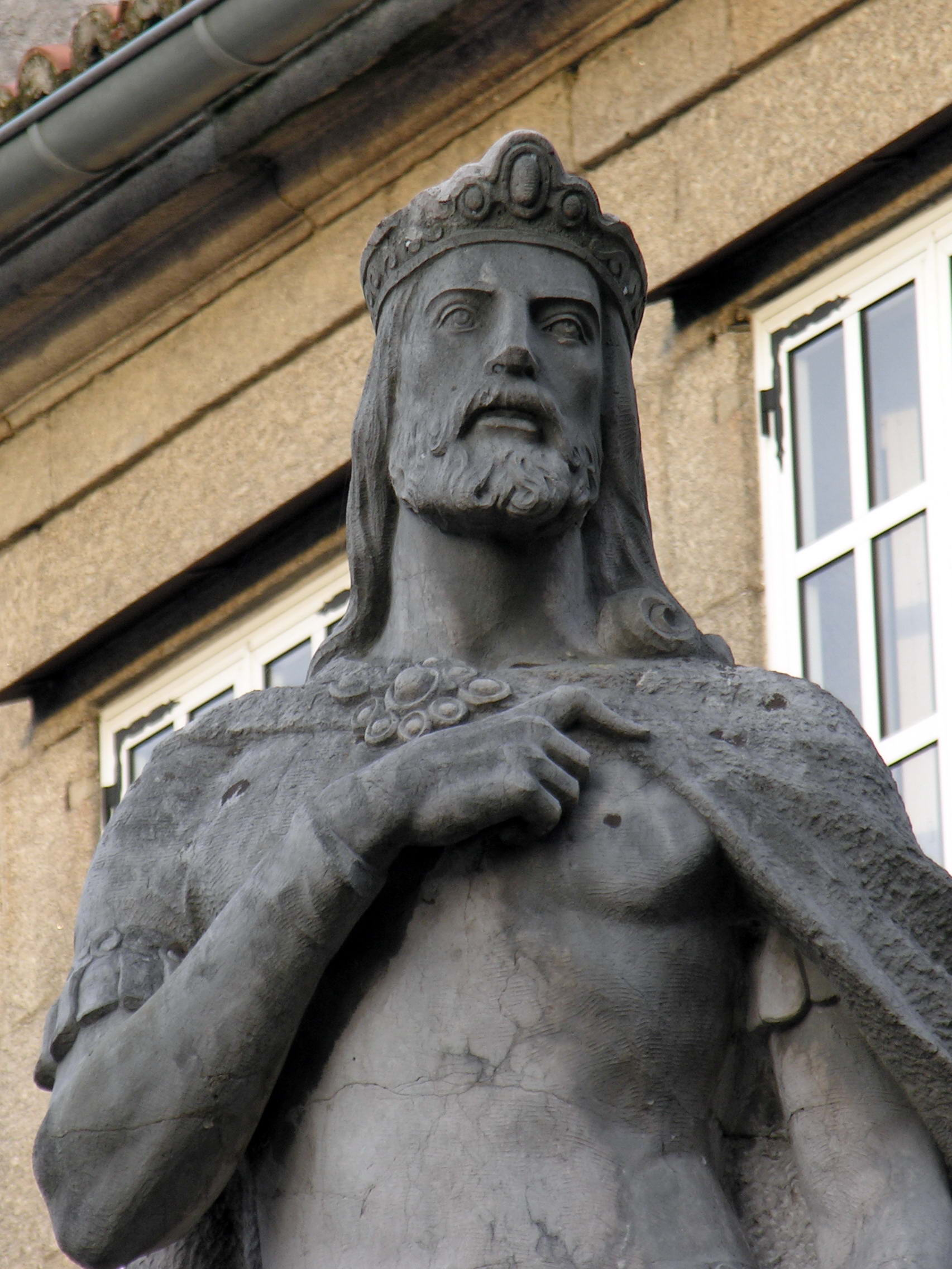
Альфонсо II 791-842 Король Астурии
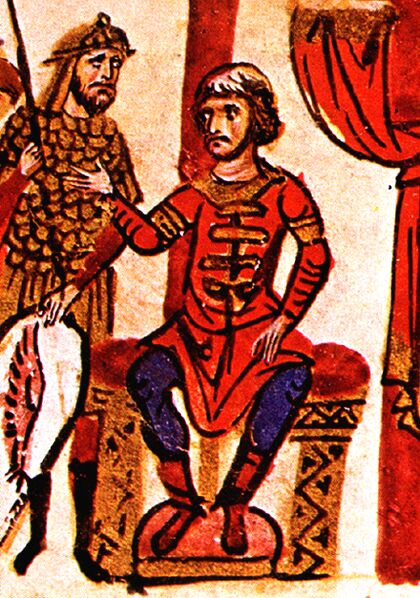
Омуртаг 814-831 Хан Болгарии
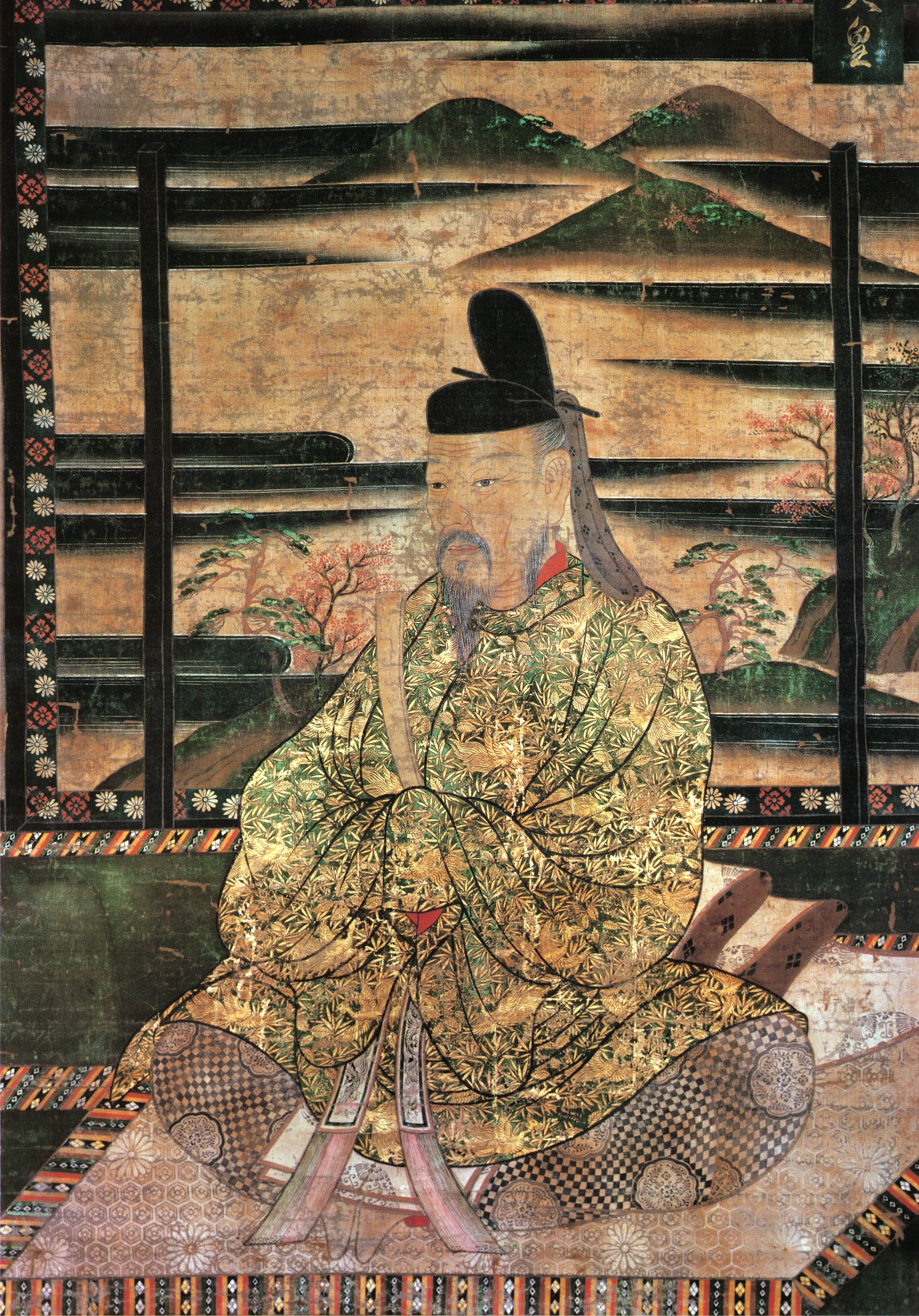
Сага 809-823 Император Японии
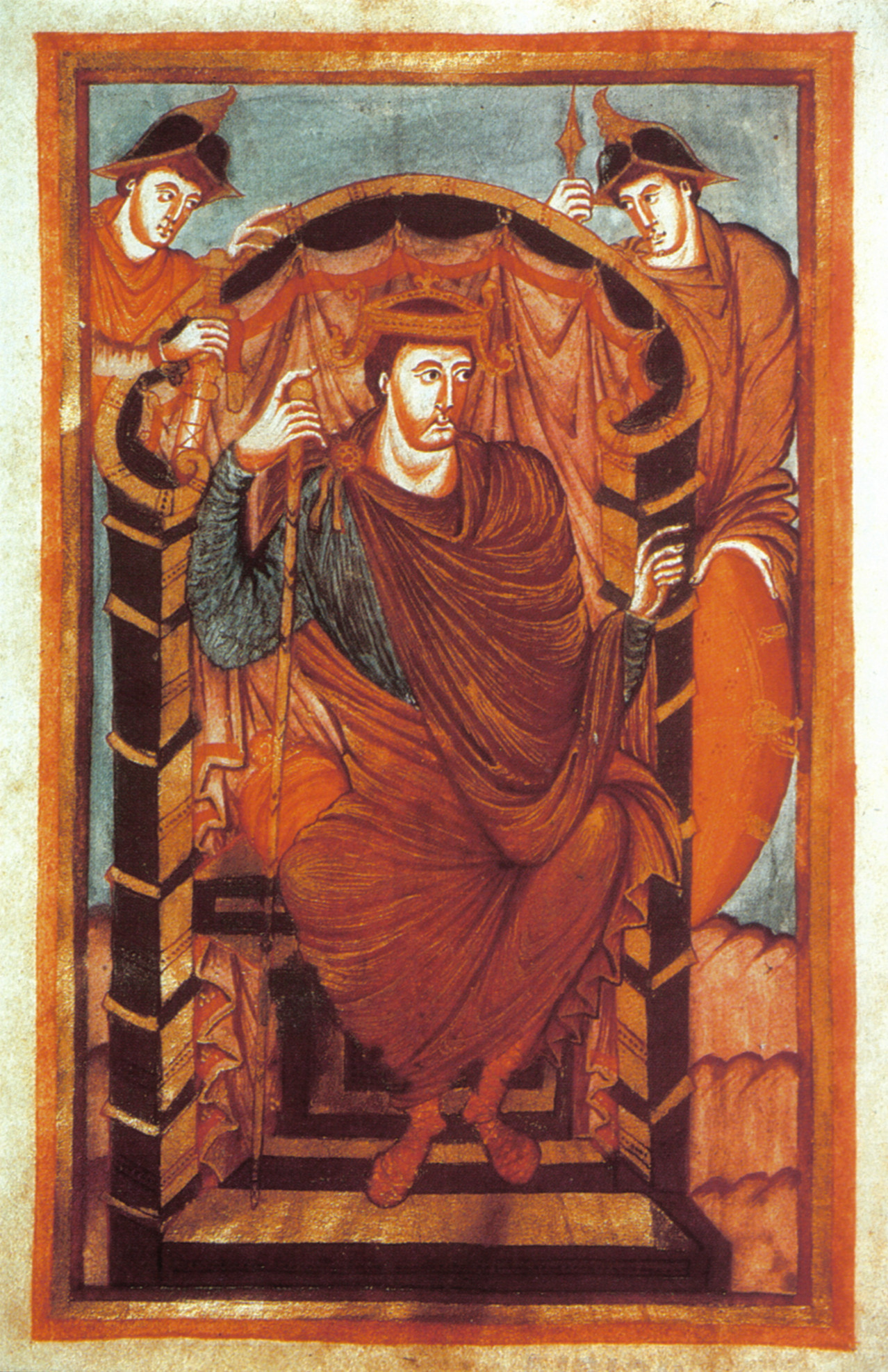
Лотарь I 818-855 Король Италии
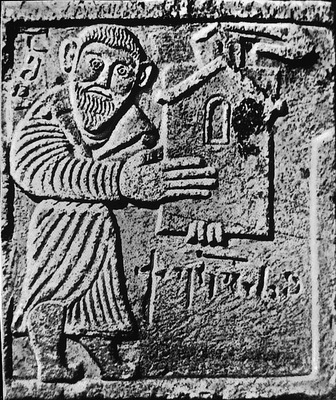
Ашот I Великий 809-826 Куроплат Тао-Кларджети
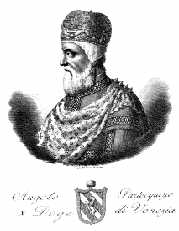
Аньелло Партечипацио 810-827 Дож Венеции
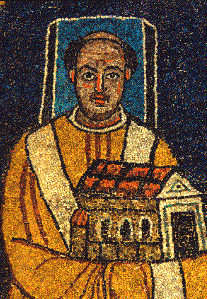
Пасхалий 817-824 Папа римский